# Lleó I el Traci
Flavi Valeri Lleó més conegut com a Lleó I o Lleó el Traci (Tràcia, 401 – 18 de gener del 474), va ser l'emperador romà d'Orient des de l'any 457 fins a la seva mort. Possiblement d'origen traci, va ser el primer emperador a fer servir el grec com a llengua per legislar en lloc del llatí. No va tenir fills mascles i va nomenar hereu el seu net, iniciant així el que seria la dinastia Lleònida. Inicialment s'esperava que seria un governant titella que deixaria fer a altres com Aspar, però va saber guanyar-se el respecte, encara que no va poder evitar algunes guerres causades pels qui volien substituir la manca d'un fill. Tenia fama de pietós i la seva política religiosa va anar contra l'heretgia del monofisisme; per aquest motiu l'Església Ortodoxa el considera sant i és celebrat el 20 de gener.

## Origen i personalitat
Procedia d'una família amb orígens romans i grecs i va ser batejat amb el nom llatí de Leo Marcellus. Segons Càndid Isàuric va néixer a la província de Dàcia Aureliana; mentre que Joan Malales va escriure que va néixer al país dels bessis a Tràcia, d'on li va venir el renom de Thrax (el Traci). De jove va servir en l'exèrcit on va arribar al rang de comes.
Va ser un home de petita estatura, calb, quec i lleugerament coix. Els seus contemporanis van fer ressaltar la seva falta d'enginy, les seves petites manies i la seva constant temor de ser destronat. Va ser el darrer d'una sèrie d'emperadors col·locats en el tron oriental pel general Flavi Ardabur Aspar, comandant en cap de l'exèrcit imperial i que posseïa una influència decisiva en el govern de Constantinoble. Tot i que Lleó va ser conegut per la seva tecnologia militar, també va conduir a avenços importants en altres camps.
Durant el seu regnat Lleó va admirar o protegir a gent com sant Daniel l'Estilita o el filòsof Eulogi. El rei ostrogot Teodoric el Gran es va educar a la seva cort. Tenia fama de pietós i es narra d'ell que va obrar algun miracle.

## Coronació

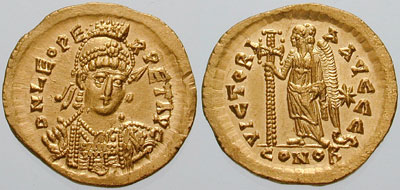
Sòlid de Lleó I.

A la mort de l'emperador Marcià (457), Lleó era un tribú militar poc conegut, i exercia el comandament a Selímbria. El poderós patrici Aspar, que no podia aspirar a la corona per la seva condició d'alà sense originar una guerra civil i religiosa, va decidir romandre al poder proclamant un personatge que pogués controlar, i va fer nomenar Lleó (que havia estat el seu intendent). La proposta fou acceptada pel senat el 7 de febrer del 457 i va ser coronat pel patriarca de Constantinoble, Anatoli, sent la primera vegada que un emperador era coronat pel patriarca. Tots els seus predecessors, per cristians que fossin, havien rebut la diadema de mans d'un alt comandament militar o funcionari, segons la tradició romana, sent aixecats sobre un escut i aclamats per l'exèrcit, el poble i el senat. A partir de Lleó I tots els emperadors romans d'Orient van ser coronats pel patriarca de la capital imperial, i amb això l'acte de coronació va obtenir el significat d'una consagració religiosa.

## Primers conflictes
El 458 un terratrèmol va destruir Antioquia de l'Orontes. Vers el mateix any van esclatar disturbis religiosos a Egipte i ja Lleó va donar mostres d'energia. Els eutiquians d'Alexandria van matar el bisbe ortodox Proteri i van nomenar al seu lloc un bisbe favorable als eutiquians de nom Elure (Elurus o Eluros) al que l'arrià Aspar va protegir contra la política oficial de la cort imperial; Lleó va treballar amb paciència i el 560 va deposar Elure i el va substituir per un bisbe ortodox, cosa que no va agradar a Aspar, que va tirar en cara la seva conducta a Lleó «en contra del seu benefactor»; Lleó va respondre que «cap príncep pot ser obligat a canviar el seu propi judici i l'interès dels seus súbdits per la voluntat dels seus servidors».
El 465 Constantinoble va patir un desastrós incendi que va destruir edificis públics i privats en una gran àrea.

## Política occidental
El 466 els huns van atacar Pèrsia i el nord de l'Imperi Romà d'Orient. El seu cap Hormidac va travessar el Danubi aprofitant que estava gelat però Lleó li va sortir al pas amb un exèrcit important i el general Antemi (després emperador d'Occident) va derrotar els bàrbars prop de Sàrdica, i encara foren derrotats una segona vegada per Anagast. El seu principal cap, Dengizec, fill d'Àtila, va morir a la lluita i el seu cap enviat a Constantinoble i exposat al públic. Els huns van desistir de posteriors hostilitats. Tant els huns com més tard els ostrogots van ser incapaços en aquest temps de prendre Constantinoble gràcies a les muralles que havien estat reconstruïdes i reforçades durant el regnat de Teodosi II el Jove.
Lleó va iniciar els seus plans per l'Imperi d'Occident, governat per Ricimer cap dels hèruls. Després de negociacions, Ricimer va acceptar coronar emperador a Procopi Antemi, general de Lleó i gendre de l'emperador Marcià pel seu prestigi com a militar. Va arribar a Itàlia amb un exèrcit, recolzat per Marcel·lí d'Il·líria i la seva flota. Antemi va casar la seva filla Alipia amb Ricimer, i va ser proclamat August el 12 d'abril del 467.
Amb Genseric, rei dels vàndals, també hi va haver negociacions; Genseric va tractar d'evitar la guerra enviant a Constantinoble a Eudòxia, la vídua de Valentinià III, i la seva filla Gal·la Placídia, que havia tingut captives durant set anys; però tan aviat com Procopi Antemi va ser al tron romà va concertar amb Lleó I el Traci reunir una força enorme per ajudar Occident a recuperar la diòcesi d'Àfrica de mans dels vàndals en un atac conjunt a Cartago i van donar el comandament de l'expedició al cunyat de Lleó, Basilisc (germà de la seva dona Verina). La flota imperial es componia de 1.113 naus, que transportaven un exèrcit de més de 100.000 homes i va derrotar una flota dels vàndals prop de Sicília, va expulsar ràpidament els vàndals de Sardenya i Sicília, i Heracli d'Edessa desembarcava a la costa de Tripolitània i avançava cap a Cartago. Basilisc va desembarcar al cap Bon a pocs quilòmetres de Cartago, on Genseric es va oferir a rendir-se, si podia tenir una treva de cinc dies per preparar el procés, que va utilitzar per preparar un atac a gran escala precedit per brulots que van destruir la major part de la flota romana i van matar milers dels seus soldats. Tot i l'enorme superioritat de les forces imperials, el desastre va costar 130.000 lliures d'or, uns 9.000.000 de sòlids, al tresor imperial i va sentenciar el destí de l'Imperi Romà d'Occident. És possible que darrere de la catàstrofe hi hagués la mà d'Aspar, qui coneixia els moviments de l'emperador i hauria volgut provocar la seva desgràcia, o almenys això es va dir a Constantinoble. Els vàndals poder mantenir la Diòcesi d'Àfrica i aviat van recuperar Sardenya i Sicília. Marcel·lí va ser assassinat, possiblement per ordre de Ricimer. El prefecte pretori de la Gàl·lia, Arvande, va intentar persuadir Euric, el nou rei dels visigots, de rebel·lar-se, amb l'argument que el poder romà a la Gàl·lia s'havia acabat de totes maneres; el rei es va negar. Genseric va intentar envair llavors el Peloponès però fou rebutjat pels maniots a Kenípolis (prop de Tenaro) amb fortes pèrdues. En revenja els vàndals van fer presoners 500 nobles de Zacint i els van matar a tots tirant les seves restes al mar en la tornada a Cartago.

## Nova política d'aliances
A fi d'alliberar-se de la tutela d'Aspar i de crear un contrapès davant els seus seguidors ostrogots, Lleó I es va adreçar al bel·licós poble dels isauris, a les muntanyes a l'oest de Cilícia. El cap isauri Tarasis va assolir el comandament de la guàrdia imperial.
La derrota de Basilisc fou aprofitada per Lleó per desfer-se d'Aspar i els seus tres fills, Ardaburi, Patrici i Ermenaric, ja que l'opinió pública els feia responsables a tots ells de la greu desfeta (el mateix Lleó va fer circular el rumor que Aspar havia informat a Genseric de l'arribada de l'expedició). El mateix Lleó per mitjà dels seus agents, escalfava l'ambient entre el poble i per exasperar més els ànims, es va anunciar el matrimoni de la filla de l'emperador Ariadna, amb el fill d'Aspar, Patrici (o Patricíol) que seria cèsar, i quan la notícia es va saber els ciutadans es van revoltar i van atacar el palau d'Aspar que es va lliurar de la mort per una ràpida fugida junt amb els seus fills, refugiant-se a l'església de Santa Eufèmia de la que només va sortir sota la promesa de Lleó de salvar la vida, però tan bon punt van entrar al palau imperial, el comandant de la guàrdia Tarasis, amb alguns guàrdies, va matar Aspar i Ardaburi (471). Tarasis fou recompensat amb la mà de la seva filla Ariadna, i en casar-se va adoptar el nom grec de Zenó. El fill d'Aspar, Patrici, que va escapar greument ferit, va ser separat de la filla de l'emperador i va quedar privat de la dignitat de cèsar.
Aspar va deixar molts partidaris, especialment entre els arrians, que en revenja van incitar Ricimer, l'home fort de l'Imperi d'Occident, a prendre represàlies. Ricimer va aconseguir que els ostrogots envaïssin Tràcia, i durant dos anys es van passejar per la rodalia de Constantinoble, però en petits combats parcials els generals imperials els van anar derrotant, fins que van demanar la pau. La devastació dels bàrbars a Tràcia es va afegir a la que el 469 havien provocat les inundacions a diferents parts de l'imperi. El 472 també es va produir una gran erupció del Vesuvi.

## Mort i descendència
El 473 Lleó, que no tenia fills, va designar al seu net Lleó II, fill de Zenó i Ariadna, com a successor, i el va nomenar august. Va morir menys d'un any després, de disenteria, el 18 de gener del 474, amb 73 anys i fou enterrat al mausoleu de Constantí el Gran. El mateix Zenó, que va passar a controlar el govern perquè Lleó II era menor d'edat, va ser el nou emperador quan el seu fill va morir d'una malaltia als 10 mesos de pujar al tron.
Lleó estava casat amb Verina amb la qui va tenir un fill que va morir infant, i dues filles:
- Ariadna, casada amb Zenó.
- Leòncia, que va estar promesa amb Patrici fill de Flavi Ardabur Aspar, però després es va casar amb Marcià, fill de l'emperador Antemi.
- A la Crònica Georgiana, una obra del segle xiii que és una compilació de llibres anteriors, es dona la notícia d'un matrimoni entre Vakhtang I d'Ibèria amb una princesa romana d'Orient de nom Helena, filla d'un predecessor de l'emperador Zenó.[26] Aquest predecessor seria probablement Lleó I. Cyril Toumanoff ha identificat dos fills d'aquest matrimoni: Mitridates d'Ibèria i Lleó d'Ibèria. Aquest Lleó va ser pare de Guaram I d'Ibèria.